# Il cigno di Tuonela

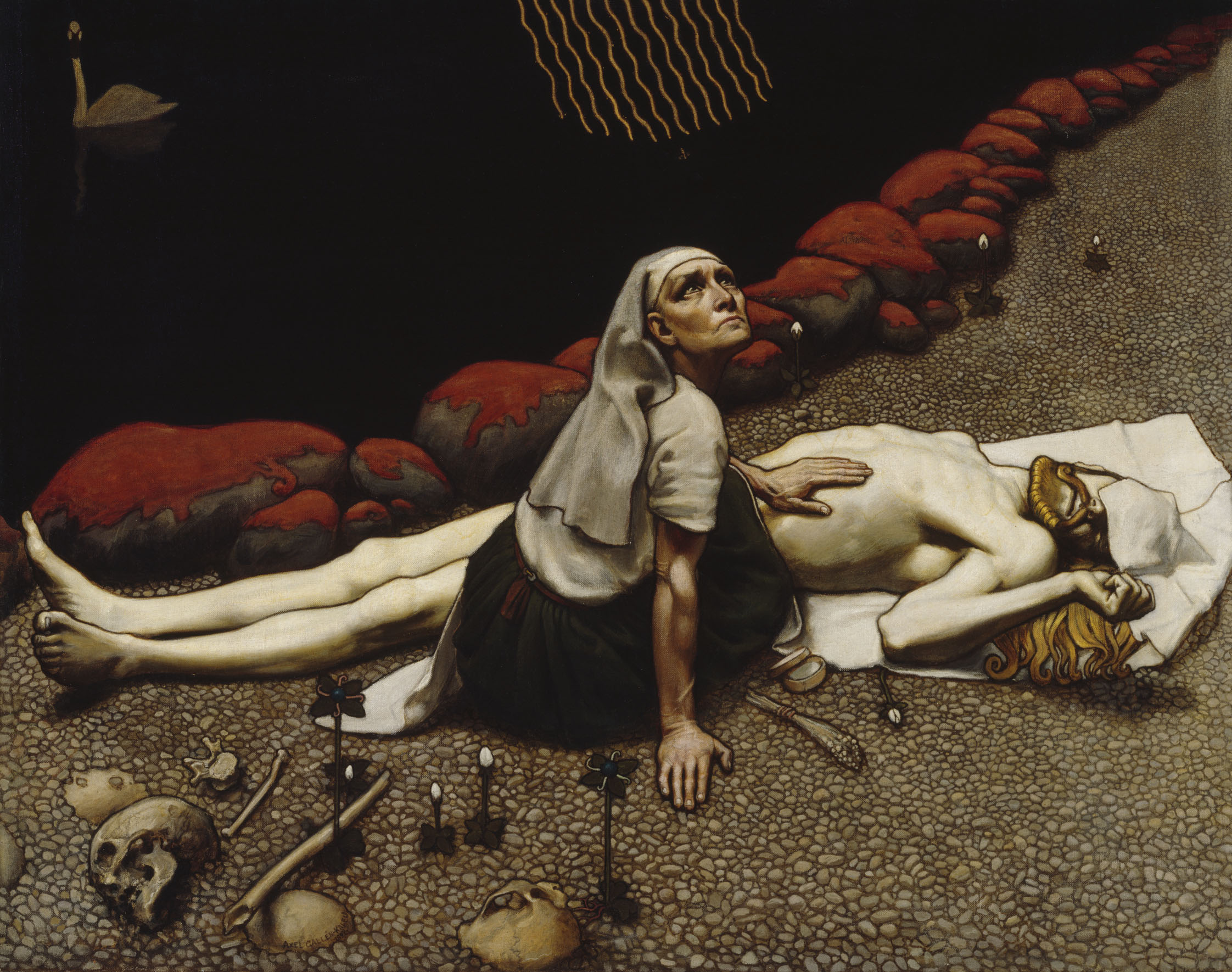
Dipinto di Akseli Gallen-Kallela su Lemminkäisen äiti (madre di Lemminkäinen), con il cigno di Tuonela.

Il cigno di Tuonela (Tuonelan joutsen) è un poema sinfonico, del 1895, del compositore finlandese Jean Sibelius. Fa parte della Lemminkäinen Suite (Quattro leggende dal Kalevala), Op. 22, basata sul poema epico Kalevala della mitologia finlandese.

## Descrizione
La composizione è scritta per orchestra costituita da due flauti (uno anche ottavino), due oboi, corno inglese, due clarinetti (uno anche clarinetto basso), due fagotti, quattro corni, tre trombe, tre tromboni, basso tuba, timpani, grancassa, arpa e archi. Il corno inglese è la voce del cigno. La musica dipinge una ragnatela, un'immagine trascendentale di un mistico cigno che nuota intorno a Tuonela, l'isola dei morti. Lemminkäinen, l'eroe del poema epico, è stato incaricato di uccidere il cigno sacro; ma lungo la strada, viene colpito da una freccia avvelenata e muore. Nella parte successiva della storia egli viene però riportato in vita.
Il cigno di Tuonela venne originariamente composto nel 1893 come preludio della progettata opera La costruzione della barca. Sibelius lo revisionò due anni dopo, facendolo diventare il secondo pezzo della suite Lemminkäinen di quattro poemi sinfonici, la cui prima fu data nel 1896. Successivamente rivide il pezzo due volte, nel 1897 e ancora nel 1900. Sibelius non lasciò ai posteri alcun cenno del suo scritto relativo al poema sinfonico, e il manoscritto originale non esiste più (quando sia scomparso non è noto). L'opera fu stampata dalla casa editrice KF Wasenius a Helsingfors (Helsinki), Finlandia, nell'aprile del 1901. La società tedesca Breitkopf & Härtel lo pubblicò a Lipsia nel 1901. 
Il Cigno di Tuonela è certamente il più celebre ed eseguito dei quattro movimenti della suite. Terminato nel 1893, quasi contemporaneamente al Prélude à l'après-midi d'un faune di Claude Debussy (con il quale presenta notevoli affinità, secondo Harry Halbreich), descrive l’ambiente tetro e funereo di Tuonela (l’equivalente nella letteratura mitologica finlandese dell’Ade ellenica, ovvero il regno dei defunti) dove si muove il misterioso Cigno dispensatore di morte. In origine Sibelius aveva concepito il brano come preludio per un’opera, progettata e mai portata a compimento, dal titolo La costruzione della barca.
La parte del Cigno è affidata da Sibelius al timbro nasale e quasi animalesco del corno inglese, che esprime una melodia intensa e dolorosa, mentre la descrizione della cupa atmosfera del regno dei morti spetta prevalentemente agli archi. Con grande maestria Sibelius alterna sonorità gelide (il tremolo dei violini) ad altre dolenti e angosciose (la solenne cantabilità delle viole). Gli interventi delle altre sezioni orchestrali, tra cui spicca la parte solistica affidata al violoncello, contribuiscono a destare con le loro varie sonorità l’idea della catastrofe causata dalla morte. Nel movimento si alterna un Andante molto sostenuto ad un Meno moderato; il tono oscuro della musica e l’acuto senso di morte vengono interrotti da un breve sprazzo di luce in Do maggiore, che poi scompare nelle tenebre con la stessa rapidità con cui era apparso. 
Walt Disney decise di inserire questo pezzo nel film del 1940 Fantasia. Il pezzo venne sviluppato come storyboard, ma non venne poi inserito nel film di animazione.